# Pokrywa sprzęgła
Pokrywa sprzęgła jest elementem wiążącym konstrukcyjne elementy sprzęgła. Jest ona przykręcona do koła zamachowego, gdzie wiruje wraz z elementami napędzającymi sprzęgło. Pokrywa ta przenosi siłę sprężyn dociskowych na koło zamachowe oraz część momentu obrotowego silnika z koła zamachowego na tarczę dociskową. Najczęściej pokrywy wykonuje się jako wytłoczki z grubej blachy.